# Chioma Onyekwere
Chioma Onyekwere (* 28. Juni 1994 in Lansing, Michigan) ist eine nigerianische Diskuswerferin und Kugelstoßerin, die auch die US-amerikanische Staatsbürgerschaft besitzt. Sie ist Inhaberin des Afrikarekordes im Diskuswurf und siegte 2022 bei den Commonwealth Games sowie 2019 bei den Afrikaspielen.

## Sportliche Laufbahn
Erste internationale Erfahrungen sammelte Chioma Onyekwere bei den Afrikameisterschaften 2016 in Durban, bei denen sie mit einer Weite von 15,71 m die Bronzemedaille hinter der Kamerunerin Auriol Dongmo Mekemnang und ihrer Landsfrau Nwanneka Okwelogu gewann. Auch im Diskuswurf gewann sie hinter ihren Landsfrauen Okwelogu und Chinwe Okoro mit 53,91 m die Bronzemedaille. Zwei Jahre darauf siegte sie bei den Afrikameisterschaften in Asaba mit 58,09 m und wurde beim Continental-Cup in Ostrava mit 56,68 m Vierte. 2019 nahm sie erstmals an den Afrikaspielen in Rabat teil und siegte dort mit neuem Spielerekord von 59,91 m. Anschließend schied sie bei den Weltmeisterschaften in Doha mit 61,38 m in der Qualifikationsrunde aus. 2021 siegte sie mit 61,75 m beim Chula Vista Field Fest und im Jahr darauf verteidigte sie bei den Afrikameisterschaften in Port Louis mit 58,19 m ihre Titel im Diskuswurf. Anschließend schied sie bei den Weltmeisterschaften in Eugene mit 57,87 m in der Qualifikationsrunde aus und siegte dann mit 61,70 m bei den Commonwealth Games in Birmingham. 2023 verbesserte sie den Afrikarekord auf 64,96 m und löste damit die Südafrikanerin Elizna Naudé als Rekordhalterin ab. Im August startete sie bei den Weltmeisterschaften in Budapest und verpasste dort mit 58,58 m den Finaleinzug. Im Jahr darauf gewann sie bei den Afrikaspielen in Accra mit 58,03 m die Silbermedaille hinter ihrer Landsfrau Obiageri Amaechi und im Juni sicherte sie sich bei den Afrikameisterschaften in Douala mit 57,93 m die Bronzemedaille hinter ihren Landsfrauen Ashley Anumba und Amaechi. Anschließend verpasste sie bei den Olympischen Sommerspielen in Paris mit 60,78 m den Finaleinzug.
Onyekwere absolvierte ein Studium für Mechanical Engineering an der University of Maryland. In den Jahren 2021 und 2024 wurde sie nigerianische Meisterin im Diskuswurf.

## Persönliche Bestleistungen
- Kugelstoßen: 16,85 m, 14. Mai 2016 in Lincoln
- Diskuswurf: 64,96 m, 15. April 2023 in Ramona (Afrikarekord)